# Rhamphochromis
Rhamphochromis è un genere di ciclidi haplochromini endemico del Lago Malawi nell'Africa Orientale.

## Specie
Vi sono attualmente sei specie riconosciute in questo genere:
- Rhamphochromis esox (Boulenger, 1908)
- Rhamphochromis ferox (Regan, 1922)
- Rhamphochromis longiceps (Günther, 1864)
- Rhamphochromis lucius (C. G. E. Ahl, 1926)
- Rhamphochromis macrophthalmus (Regan, 1922)
- Rhamphochromis woodi (Regan, 1922)